# Untertannendorf
Untertannendorf ist ein Ortsteil der Stadt Greiz im Landkreis Greiz in Thüringen. Lokal wird die Siedlungslage auch einfach als Tannendorf bezeichnet, wobei der benachbarte Ort Obertannendorf auch Hasental genannt wird.

## Lage
Untertannendorf liegt südlich von Greiz und nordöstlich von Obergrochlitz. Auf der nördlichen Höhe schließt sich Obertannendorf an. Der Ort liegt im Hasental, einem Nebental der Weißen Elster, hauptsächlich auf der südlichen Hangseite.

## Geschichte
Das Gelände Untertannendorfs gehörte früher zum Gut Hasental, welches um 1650 an der Straße zwischen Obergrochlitz und Greiz errichtet wurde. Um 1800 wurde es in das fürstliche Kammergut Tryfle (von engl. trifle: Kleinigkeit) umgewandelt – der Name bezog sich auf die geringe Größe des Hofs. Noch zuvor wurden die Flächen südlich der Straße als Baugrundstücke verkauft, wo das Tannendorf errichtet und 1784 eine eigene Gemeinde wurde. Mit der Entstehung von Obertannendorf wurde die ursprüngliche Siedlung in Untertannendorf umbenannt. Beide Gemeinden wurden 1856 nach Greiz eingemeindet. Die Fläche nördlich der Straße beinhaltet heute größtenteils die Kleingartenanlage „Tryfle“, weiter Richtung Greiz liegt der Kindergarten „Freundschaft“. Das Kammergut existiert nicht mehr.

## Verkehr
Der Ort wird von der Tannendorfstraße (Kreisstraße 203) durchzogen, an deren südlicher Seite die meisten Häuser liegen. Diese kreuzt östlich die Bundesstraße 92 und führt bis in die Greizer Neustadt hinein. Im Tal hinauf zweigt die Straße nach Obertannendorf ab. Weitere Straßen erschließen den südlichen Hang des Hasentals.
Der Öffentliche Personennahverkehr wird durch die PRG Greiz mit der Linie 12 abgedeckt. Diese verbindet den Ort in der Woche stündlich und am Wochenende zweistündlich mit Greiz.

## Söhne und Töchter des Ortes
- August Feustel (1828–1896), deutscher Fabrikant und Abgeordneter